# Le bocche inutili
Le bocche inutili (Les bouches inutiles) è un dramma teatrale in due atti e otto quadri scritto da Simone de Beauvoir nel 1945 e rappresentato per la prima volta il 30 ottobre dello stesso anno al Théâtre des Carrefours di Parigi (adesso "Théâtre des Bouffes du Nord").
L'opera non ebbe grande fortuna, e dopo cinquanta repliche non venne più rappresentata e segnò la fine del lavoro teatrale della de Beauvoir.

## Trama
Il dramma, ambientato nel XVI secolo, racconta la storia di Vaucelles, una cittadina delle Fiandre. La città si è autonomamente resa indipendente dal governo del Duca di Borgogna e da un anno i suoi soldati la stanno assediando.
Il primo atto si apre con i soldati di Vaucelles che commentano la situazione e parlano indirettamente della carenza di cibo; a questo punto entra in scena Jean-Pierre Gauthier, che si era recato tre mesi prima a Parigi per chiedere soccorsi al Re di Francia il quale, come Jean-Pierre spiega direttamente a Louis d'Avesnes (il capo degli scabini di Vaucelles), non avrebbe mandato rinforzi fino alla primavera. Jean-Pierre riscopre lentamente la situazione della sua città confrontandosi con Clarice, la figlia di Louis d'Avesnes, con la quale ha una relazione sentimentale. Si confronta anche con la madre di Clarice, Catherine, che lo vorrebbe veder accettare la carica di scabino e ministro ai viveri e che per questo gli darebbe la mano di sua figlia. Allo stesso tempo il consiglio degli scabini prende misure drastiche per risolvere il problema del cibo: viene infatti deciso di allontanare e privare dei pochi viveri disponibili le "bocche inutili", ovvero tutta quella parte della popolazione che non è in grado di difendere la città dall'assalto o che, cosa più importante, non può dare il suo contributo alla costruzione della torre del comune, simbolo della libertà conquistata.
I veri protagonisti del dramma, tuttavia, sono le persone sulle quali grava il dovere di prendere una decisione, ovvero gli uomini del consiglio cittadino, e in modo particolare il capo del consiglio, Louis d'Avesnes, la moglie Catherine e i figli Clarice e Georges. Giocato sulle dinamiche delle varie coppie speculari tra di loro e sui loro rapporti sentimentali, durante lo svolgimento del dramma il parere del consiglio cambia, giungendo alla decisione di sortire dalle mura per combattere il nemico borgognone, una scelta il cui perno fondamentale è Jean-Pierre Gauthier che, dopo aver risolto i suoi dubbi sentimentali nei confronti di Clarice e della situazione governativa, sceglie di impegnarsi per salvare la città e le "bocche inutili".

## Rappresentazioni e adattamenti

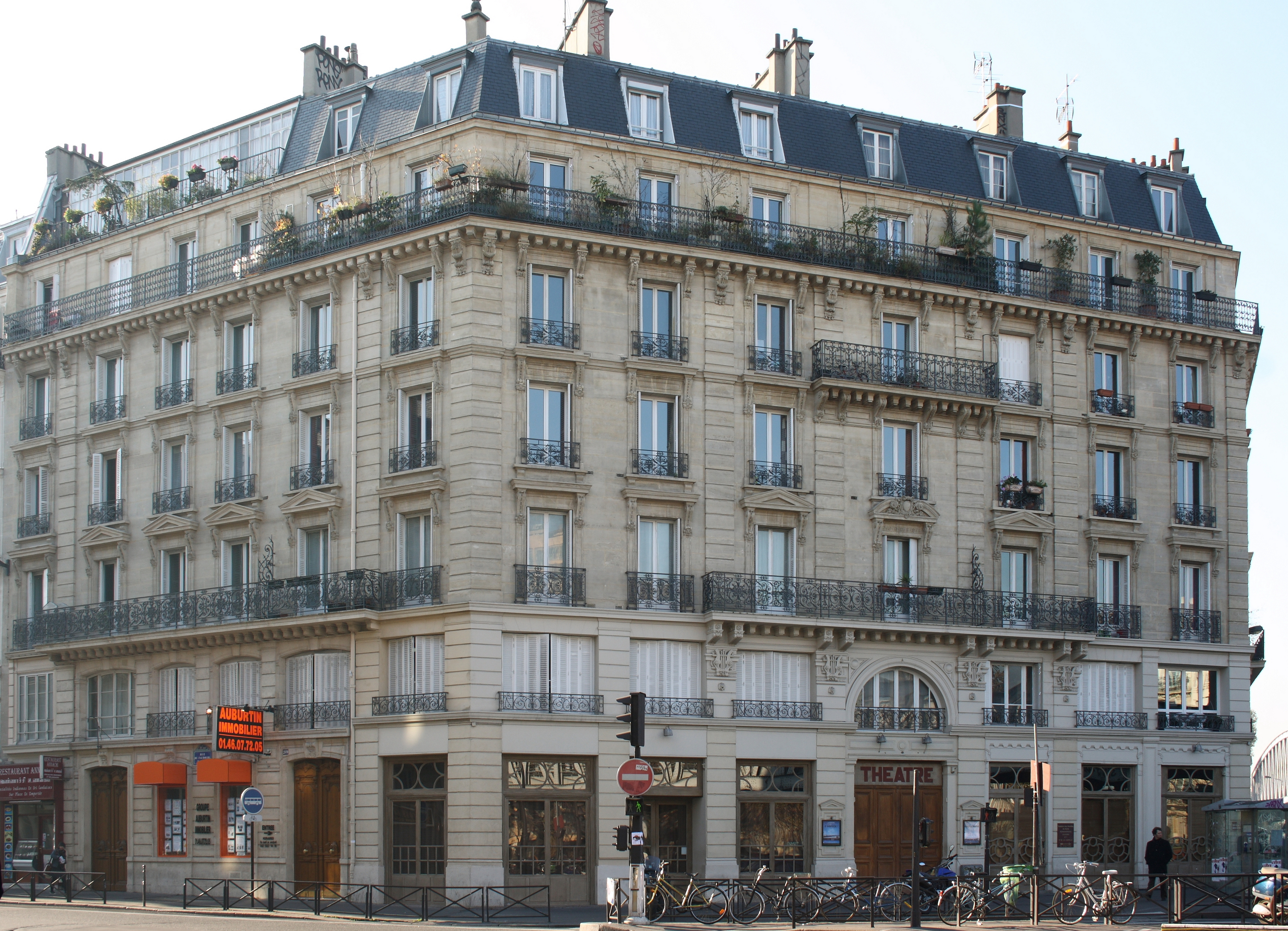
Il "Théâtre des Bouffes du Nord".

La prima rappresentazione, ad opera del regista Michel Vitold andò in scena il 30 ottobre 1945; seguirono cinquanta repliche nei giorni successivi al Théâtre des Carrefours di Parigi, nome dato al "Théâtre des Bouffes du Nord" in quel periodo; il Bouffes du Nord era un piccolo teatro tradizionale del decimo arrondissement della città. La produzione non ebbe molta fortuna e forse fu questo il motivo per cui Simone de Beauvoir chiuse con quest'opera la sua carriera teatrale, o più semplicemente poiché non c'era molto interesse da parte della scrittrice a continuare su questa linea.
Il cast non aveva molta esperienza e la qualità recitativa risultò in larga parte scarsa. I critici, pochi dei quali scrissero bene della pièce, consideravano Georges Vitsoris, con il suo accento dell'est europeo "Un Lenin fiammingo con l'accento di Zinoviev" (G. Loly, L'Aurore, 9 novembre 1945) e Jean-Roger Caussimon "l'immagine sputata di Fernandel" (P. Bizos, L'ordre, 8 novembre 1945). Uno dei ruoli più importanti, quello di Clarice, fu ricoperto da Olga Kosacievicz, che recitava sotto il nome di Olga Dominique la quale fu encomiata non per la recitazione ma per la dedizione verso la produzione. Questi e altri fattori (come il freddo di novembre in un teatro non riscaldato e il rumore della metropolitana che si udiva nei lunghi cambi di scena) non aiutarono la fortuna dell'opera e il padrone del teatro Jean Serge interruppe dopo cinquanta repliche la produzione del dramma.